# Jork
Jork est une commune de Basse-Saxe, en Allemagne, située dans l'arrondissement de Stade.

## Géographie
Jork est située au nord-ouest de Hambourg, sur la rive gauche de l'Elbe.

## Histoire
La commune a été mentionnée pour la première fois dans un document officiel en 1221.

## Quartiers
- Jork
- Borstel (avec Lühe)
- Ladekop
- Estebrügge
- Königreich (avec Leeswig)
- Hove
- Moorende